# Ортохантавирус
Ортохантавирус (лат. Orthohantavirus, ранее Hantavirus) — род вирусов человека и животных из семейства Hantaviridae (хантавирусов) порядка Bunyavirales. Сферические вирионы размером от 228 до 5051 нм покрыты липидной оболочкой. Типовой штамм был впервые описан в 1978 году. Как члены порядка Bunyavirales, Orthohantavirus имеют трёхсоставный фрагментированный геном из однонитевой РНК отрицательной полярности. Большой сегмент генома кодирует РНК-зависимую РНК-полимеразу (репликазу), средний — два гликопротеина внешней мембраны вируса, а малый — белок нуклеокапсида. Заражение хантавирусами у жителей Европы и Азии проявляется в лёгкой форме геморрагической лихорадки с почечным синдромом, хотя в последние годы сообщалось о летальных исходах у больных с вирусом Добрава-Белград (Dobrava-Belgrade orthohantavirus), из них четыре случая зафиксировано в 2009 году в Краснодарском крае.
Наименования вирусам присваивают в соответствии с традицией таксономии для арбовирусов и робовирусов — в соответствии с географической областью, где он был обнаружен. С 2017 года во избежание путаницы в названиях видов из одного региона для рода Orthohantavirus слово virus в них заменено на orthohantavirus.

## Симптомы
Глобально можно выделить две крупные категории: хантавирусы Старого Света и хантавирусы Нового Света.

### Геморрагическая лихорадка с почечным синдромом
Геморрагическая лихорадка с почечным синдромом (ГЛПС) — группа клинически схожих заболеваний, вызываемых различными видами хантавирусов на территории Старого Света. Среди них можно назвать: Hantaan orthohantavirus, Puumala orthohantavirus, Dobrava-Belgrade orthohantavirus и Khabarovsk orthohantavirus. Смертность от этого заболевания в среднем составляет около 12 %.

### Хантавирусный кардиопульмональный синдром
Хантавирусный кардиопульмональный синдром — аналогичная группа клинически схожих заболеваний, которые встречаются на территории Северной и Южной Америки. К этой группе вирусов относятся такие виды, как Andes orthohantavirus, Laguna Negra orthohantavirus, Rio Segundo virus и Sin Nombre orthohantavirus. Смертность данного заболевания в среднем составляет до 36 %, хотя в некоторых случаях доходила до 60 %.

## История открытия
Первым крупным столкновением с хантавирусами принято считать вспышку заболевания, известного как «корейская геморрагическая лихорадка». Это произошло во время Корейской войны 1950—1953 годов. Тогда более 3 000 солдат Организации Объединённых Наций ощутили на себе воздействие неизвестного агента, вызывавшего внутреннее кровотечение и нарушение функций почек. Уровень медицины в то время не позволял определить причину заболевания, поэтому вирус остался неизвестным вплоть до 1976 года.
Изолировать этиологического агента удалось докторам Лии и Джонсону из обычной полевой мыши. Лёгочная ткань пойманных грызунов показывала специфическую реакцию на сыворотку крови у пациентов с корейской геморрагической лихорадкой. Позже было проведено сравнение штаммов вируса, полученного из мыши и заболевших людей. В исследовании того же года была показана связь между вспышками похожего заболевания в Советском Союзе. В настоящий момент корейская геморрагическая лихорадка известна как геморрагическая лихорадка с почечным синдромом и доказано, что её вызывает Hantaan orthohantavirus.
Вспышка заболеваний и начало работ по изучению хантавирусов на территории Соединённых Штатов произошли в 1993 году в регионе Четыре Угла штата Колорадо. Молодой и физически здоровый представитель народа навахо внезапно почувствовал недомогание, начал задыхаться и, несмотря на все усилия врачей, скончался. Расследование показало, что за несколько дней до инцидента невеста молодого человека также скончалась от схожих симптомов. Всего за небольшой период было зафиксировано пять аналогичных случаев смерти. Исследователи Центра по контролю и профилактике заболеваний США использовали новый метод молекулярного анализа вирусов для определения источника. Вирус оказался новым, до сих пор не известным видом хантавирусов. Впоследствии вирус получил название Sin Nombre virus от испанского «безымянный вирус».

## Классификация

### Виды, зарегистрированные в ICTV
Виды рода имеют небольшое сходство с другими группами вирусов. Первая классификация рода Hantavirus была предложена в 1987 году на докладе в Международном комитете по таксономии вирусов (ICTV). В дальнейшем классификация изменялась за счёт расширения и коррекции видового состава. В 2017 году в связи с описанием порядка Bunyavirales род выделили в монотипное семейство Hantaviridae, изменили название на Orthohantavirus и включили в него 41 вид:
| Научное название вида             | Представители | Русское название      | Аббревиатура |
| --------------------------------- | --- | --------------------- | ------------ |
| Amga orthohantavirus              | Amga virus AH301 |                       | MGAV         |
| Andes orthohantavirus             | Andes virus Chile-9717869 Bermejo virus Castelo dos Sonhos virus Lechiguanas virus Maciel virus Oran virus Pergamino virus Tunari virus | Вирус Андес           | ANDV         |
| Asama orthohantavirus             | Asama virus N10 |                       | ASAV         |
| Asikkala orthohantavirus          | Asikkala virus CZ/Beskydy/412/2010/Sm                                                                                                   |                       | ASIV         |
| Bayou orthohantavirus             | Bayou virus Louisiana Catacamas virus                                                                                                   |                       | BAYV         |
| Black Creek Canal orthohantavirus | Black Creek Canal virus |                       | BCCV         |
| Bowe orthohantavirus              | Bowé virus VN1512 |                       | BOWV         |
| Bruges orthohantavirus            | Bruges virus BE/Vieux-Genappe/TE/2013/1                                                                                                 |                       | BRGV         |
| Cano Delgadito orthohantavirus    | Caño Delgadito virus |                       | CADV         |
| Cao Bang orthohantavirus          | Cao Bang virus 3 Lianghe virus |                       | CBNV         |
| Choclo orthohantavirus            | Choclo virus MSB96073 | Вирус Чокло           | CHOV         |
| Dabieshan orthohantavirus         | Dabieshan virus Yongjia-Nc-58 |                       | DBSV         |
| Dobrava-Belgrade orthohantavirus  | Dobrava virus Kurkino virus Saaremaa virus Sochi virus                                                                                  | Вирус Добрава-Белград | DOBV         |
| El Moro Canyon orthohantavirus    | El Moro Canyon virus Carrizal virus Huitzilac virus                                                                                     |                       | ELMCV        |
| Fugong orthohantavirus            | Fugong virus FG10 |                       | FUSV         |
| Fusong orthohantavirus            | Fusong virus Fusong-Mf-682 |                       | FUGV         |
| Hantaan orthohantavirustypus      | Hantaan virus 76-118 Amur virus Soochong virus                                                                                          | Вирус Хантаан         | HTNV         |
| Imjin orthohantavirus             | Imjin virus Cixi-Cl-23 |                       | MJNV         |
| Jeju orthohantavirusv             | Jeju virus 10-11 |                       | JJUV         |
| Kenkeme orthohantavirus           | Kenkeme virus Fuyuan-Sr-326 |                       | KKMV         |
| Khabarovsk orthohantavirus        | Khabarovsk virus Topografov virus |                       | KHAV         |
| Laguna Negra orthohantavirus      | Laguna Negra virus Maripa virus Rio Mamore virus                                                                                        | Вирус Чёрной Лагуны   | LANV         |
| Laibin orthohantavirus            | Laibin virus BT20 |                       | LAIV         |
| Longquan orthohantavirus          | Longquan virus Longquan-Rs-32 |                       | LQUV         |
| Luxi orthohantavirus              | Luxi virus LX309 |                       | LUXV         |
| Maporal orthohantavirus           | Maporal virus HV-9721050 |                       | MAPV         |
| Montano orthohantavirus           | Montano virus 104/2006 |                       | MTNV         |
| Necocli orthohantavirus           | Necocli virus HV-O0020002 |                       | NECV         |
| Nova orthohantavirus              | Nova virus 3483 (Te34) |                       | NVAV         |
| Oxbow orthohantavirus             | Oxbow virus Ng1453 |                       | OXBV         |
| Prospect Hill orthohantavirus     | Prospect Hill virus Bloodland Lake virus                                                                                                |                       | PHV          |
| Puumala orthohantavirus           | Puumala virus Hokkaido virus Muju virus                                                                                                 | Вирус Пуумала         | PUUV         |
| Quezon orthohantavirus            | Quezon virus |                       | QZNV         |
| Rockport orthohantavirus          | Rockport virus MSB57412 |                       | RKPV         |
| Sangassou orthohantavirus         | Sangassou virus |                       | SANGV        |
| Seoul orthohantavirus             | Seoul virus HR80-39 Gou virus | Вирус Сеул            | SEOV         |
| Sin Nombre orthohantavirus        | Sin Nombre virus Blue River virus Monongahela virus New York virus                                                                      | Вирус Син Номбре      | SNV          |
| Thailand orthohantavirus          | Thailand virus 741 Anjozorobe virus Jurong virus                                                                                        |                       | THAIV        |
| Thottapalayam orthohantavirus     | Thottapalayam virus |                       | TPMV         |
| Tula orthohantavirus              | Tula virus Adler virus |                       | TULV         |
| Yakeshi orthohantavirus           | Yakeshi virus Yakeshi-Si-210 |                       | YKSV         |

### Виды, ожидающие регистрации в ICTV
С каждым годом количество открытых хантавирусов становится всё больше. Они признаются либо типовыми штаммами новых видов, либо разновидностями других видов. На март 2017 года вирусами, которые могут быть включены в род Orthohantavirus, являются:
- Altai virus
- Camp Ripley virus
- Isla Vista virus
- Jemez Springs virus
- Kilimanjaro virus
- Muleshoe virus
- Qian Hu Shan virus
- Rio Segundo virus
- Shenyang virus
- Serang virus
- Uluguru virus
- Ussuri virus
- Xinyi virus
- Xuan Son virus
- Yuanjiang virus

## Переносчики
Хантавирусы являются робовирусами, то есть их распространение происходит через грызунов. Кроме того, известны случаи, когда заражение происходило после укуса некоторых видов насекомоядных летучих мышей. Различные виды вирусов имеют тесные связи со своими носителями, превращая их в естественные резервуары. Сейчас нет точного ответа, влияют ли переносчики вирусов на их видовое формирование. Одни исследования говорят в пользу того, что хантавирусы приспосабливаются под нового носителя, тем самым меняя структуру своего РНК, образуя новые виды. Другие исследования показывают, что скорость мутации РНК вирусов соответствует мутациям у других вирусов со схожей структурой, из чего делается вывод об ошибочности гипотезы совместного развития.
В большинстве случаев у естественного резервуара не проявляется никаких признаков заболевания от «родного» им хантавируса (исключение составляет вирус Пуумала, который в некоторых случаях приводит к смерти носителя). При заражении альтернативными видами хантавирусов взрослые грызуны полностью выводят его из организма в течение 25—50 суток, но для молодых особей заражение чаще всего смертельно.
Исследование, проведённое в 2010 году на территории Евразии, Северной и Южной Америк, показало, что все виды хантавирусов можно разделить на 3 глобальные группы по подсемействам грызунов, которые являются их переносчиками: мышиные, полёвковые, хлопковохомяковые.

## Передача человеку
Чаще всего заражение человека хантавирусом происходит при контакте с грызунами или продуктами их жизнедеятельности (моча, слюна, лёгочный секрет и помёт). Чаще заражение происходит в тёплые и засушливые времена года, когда люди в большом количестве выходят на прогулки в лес. Вирус попадает в организм человека различными путями:
- Вдыхание микрочастичек помёта вместе с пылью в воздухе, например, при проникновении в заброшенные или законсервированные помещения, в том числе амбары, гаражи и склады.
- Употребление загрязнённой мочой воды и еды.
- Непосредственный контакт с носителем (укус грызуна) — наименьшая вероятность передачи этого вируса.

Передача заболевания от человека к человеку не характерна для хантавирусов. Тем не менее такие случаи встречаются, но зафиксированы только на территории Аргентины и Чили.

## Диагностика
В настоящее время для серологической диагностики хантавирусных инфекций используется только нуклеокапсидный белок. В клинической же практике для первичного выявления инфекции и наблюдения за ней широко применяется антительная серодиагностика в форме непрямого твёрдофазного иммуноферментного анализа (тИФА).

## Изучение хантавирусов в России
Изучение геморрагической лихорадки с почечным синдромом началось в России более 70 лет назад. Возбудители этой болезни — вирусы Пуумала, Хантаан, Сеул и Добрава-Белград. К ним относятся, кроме патогенных для человека, также вирусы с неустановленными к настоящему времени эпидемиологическими характеристиками. На территории России среди мелких млекопитающих циркулируют по крайней мере 8 серотипов хантавирусов.
Наиболее распространённой из природно-очаговых инфекций в России является хантавирусная инфекция в форме геморрагической лихорадки с почечным синдромом. По данным Роспотребнадзора, в 2006 году в 48 субъектах Российской Федерации зарегистрировано 7197 случаев заболевания её людей, показатель заболеваемости — 5 случаев на 100 тысяч населения, что меньше на 1,4 %, чем в 2005 году, но среди детей до четырнадцати лет заболеваемость выросла на 17,3 %, общее число заболевших лиц этой группы 195 человек; заболеваемость хантавирусами в более 10—100 раз больше заболеваемости клещевым энцефалитом, бешенством и другими привычными природно-очаговыми инфекциями.

## Профилактика и инфекционный контроль
В настоящий момент неизвестно эффективного средства лечения от хантавирусов, кроме купирования симптомов, а также поддержки естественного иммунитета организма. В случае хантавирусного кардиопульмонального синдрома пациентов немедленно доставляют в больницу и помогают восстановить респираторные функции кислородом и искусственной вентиляцией лёгких.
В случае с ГЛПС за больным устанавливается непрерывный контроль — учёт вводимой и потерянной жидкости (чтобы не допустить обезвоживание), устанавливается диета № 4, после чего проводятся: дезинтоксикационная профилактика, противовирусная терапия, антиоксидантная терапия, а также профилактика и лечение инфекционно-токсического шока.
Лучшим средством для предотвращения заражения хантавирусами является контроль за грызунами, поскольку заражение человека происходит через непосредственный контакт с телесными жидкостями и помётом. Также помогает уничтожение гнёзд грызунов, удаление всех возможных трещин и дыр в доме, через которые грызуны могут проникнуть внутрь. Домашние хищники, такие как кошки и хорьки, также могут быть хорошим подспорьем в предотвращении заболеваний.
В годы войны в Корее (1949—1953) хантавирусная инфекция ярко проявила себя, что заставило учёных немедленно после открытия хантавирусов начать работы по созданию вакцины. В первые годы применялись созданные традиционным способом противовирусные вакцины, основанные на инактивированных цельновирионных материалах или аттенуированных штаммах, но, из-за трудностей при получении лизатов хантавирусов с высоким титром, в кандидатных вакцинах против геморрагической лихорадки с почечным синдромом применялись также и нетрадиционные подходы[какие?]. Наиболее испробованной и используемой является убитая вакцина Hantavax, разработанная Институтом вирусных заболеваний в Южной Корее. В Китае проводится анализ четырёх различных вакцин. В Европе в Институте медицинской вирусологии в Германии созданы вакцина на основе химерных частиц вируса Пуумала и вакцины на основе рекомбинантных белков. С 1990-х годов Предприятие по производству бактерийных и вирусных препаратов ИПВЭ им. М. П. Чумакова занимается разработкой вакцины на основе субстрата мозговой ткани сирийских хомячков.